# Estadio Enrique Trapo Torrebiarte

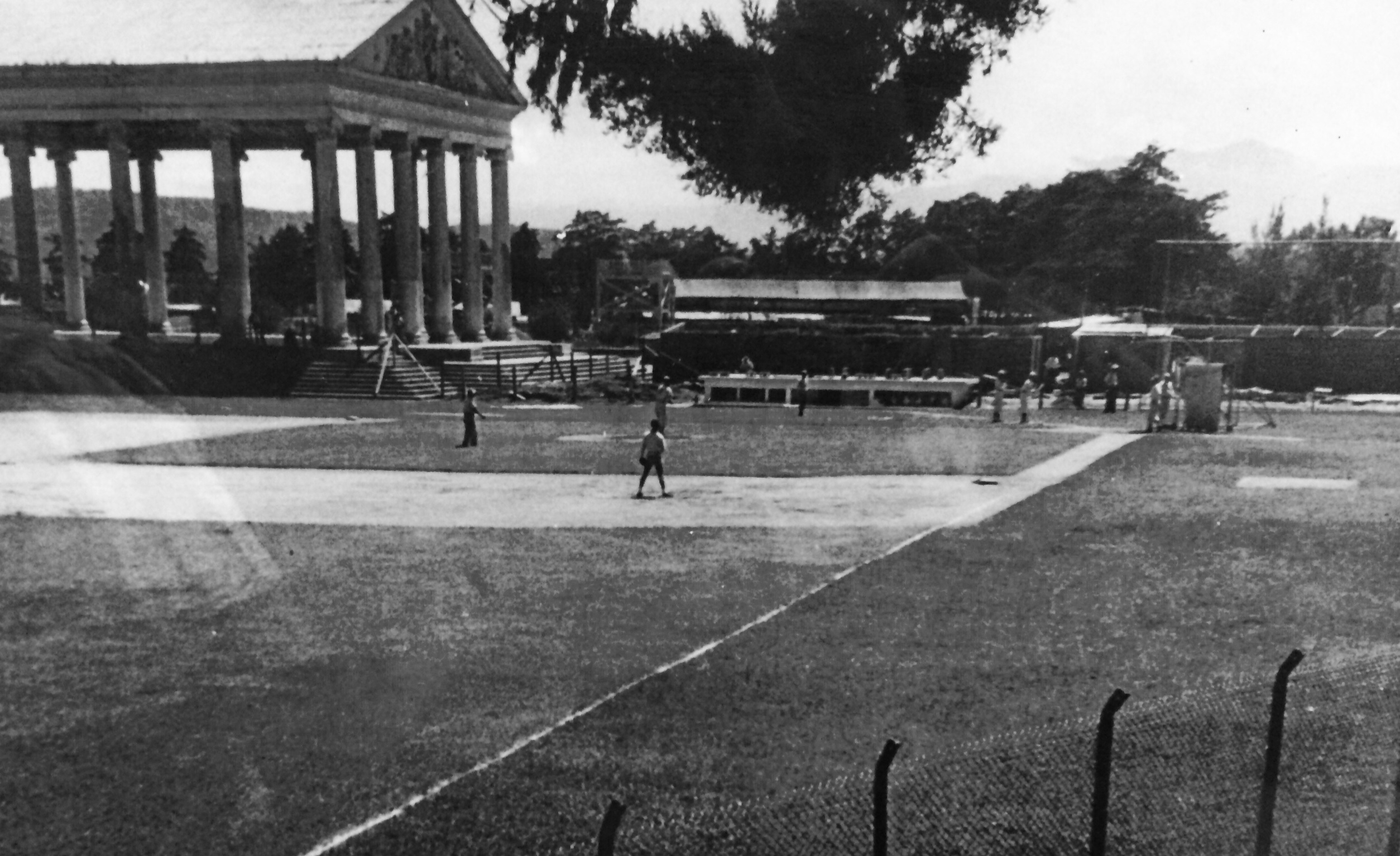
Templo Minerva circa 1905

El Estadio Enrique "Trapo" Torrebiarte a veces conocido simplemente como "El Trapo" es el nombre que recibe una instalación deportiva localizada en el barrio de Jocotenango en la zona 2 de la Ciudad de Guatemala, en el antiguo Hipódromo del Norte a un costado del desaparecido Templo Minerva.

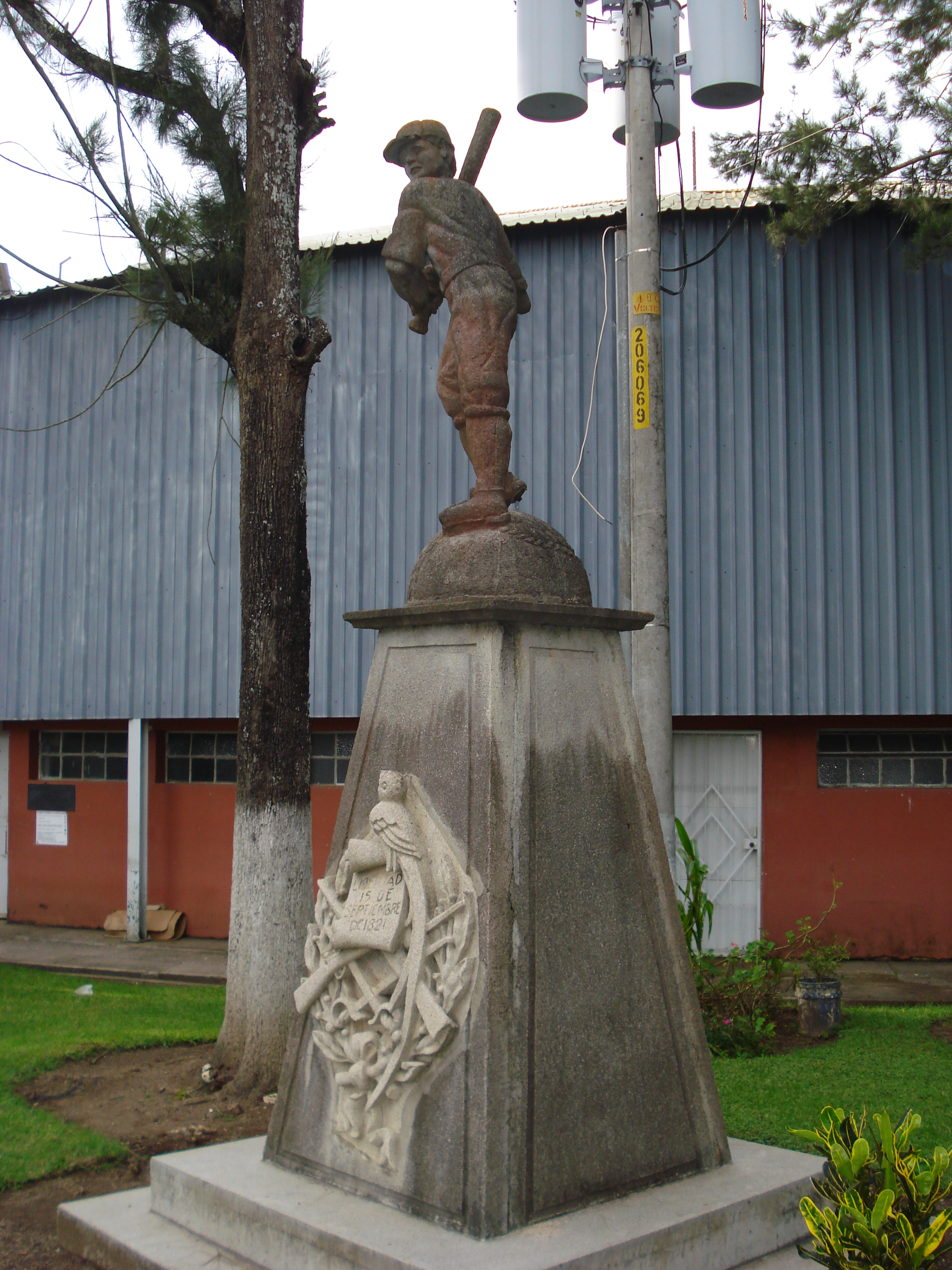
Monumento a Enrique Torrebiarte

Se trata del diamante de béisbol y parque de pelota más grande en la ciudad y el país. Su historia se remonta a la década de los 50 del siglo XX, específicamente en 1953, cuando fue construido con motivo de los Juegos Centroamericanos y del Caribe, momento para el cual fue llamado "Estadio Minerva".
En 1956 los terrenos del Hipódromo pasaron a ser propiedad de la Municipalidad de Guatemala y fue a partir de 1976 que lleva el nombre del destacado deportista guatemalteco Enrique Torrebiarte, apodado "Trapo", jugador de liga y de selección nacional por 20 años.
Actualmente el estadio tiene capacidad para recibir a unos 8000 espectadores. Es usado por los equipos Azulejos Schenker, Municipal, Papelco, y Universidad de San Carlos.